# Grupa z Rio
Grupa z Rio – organizacja międzynarodowa skupiająca kraje Ameryki Południowej oraz Karaibów. Organizacja została założona 18 grudnia 1986 roku w brazylijskim mieście Rio de Janeiro a podpisy pod traktatem formującym grupę podpisały wówczas: Brazylia, Argentyna, Kolumbia, Meksyk, Panama, Peru, Urugwaj oraz Wenezuela. Grupa powstała ze względu na dominującą role Stanów Zjednoczonych w Organizacji Państw Amerykańskich. Szczyty grupy odbywają się co roku w jednym z państw członkowskich.
Obecni członkowie Grupy z Rio w kolejności alfabetycznej:

- Argentyna
- Belize
- Boliwia
- Brazylia
- Chile
- Dominikana
- Ekwador
- Gujana

- Gwatemala
- Haiti
- Honduras
- Jamajka
- Kolumbia
- Kuba
- Kostaryka
- Meksyk

- Nikaragua
- Panama
- Paragwaj
- Peru
- Salwador
- Surinam
- Urugwaj
- Wenezuela

## Lista szczytów grupy z Rio
| Nr Szczytu | Rok  | Miasto           |
| ---------- | ---- | ---------------- |
| I          | 1987 | Acapulco         |
| II         | 1988 | Montevideo       |
| III        | 1989 | Ica              |
| IV         | 1990 | Caracas          |
| V          | 1991 | Cartagena        |
| VI         | 1992 | Buenos Aires     |
| VII        | 1993 | Santiago         |
| VIII       | 1994 | Rio de Janeiro   |
| IX         | 1995 | Quito            |
| X          | 1996 | Cochabamba       |
| XI         | 1997 | Asunción         |
| XII        | 1998 | Ciudad de Panamá |
| XIII       | 1999 | Veracruz         |
| XIV        | 2000 | Cartagena        |
| XV         | 2001 | Santiago         |
| XVI        | 2002 | San José         |
| XVII       | 2003 | Cuzco            |
| XVIII      | 2004 | Rio de Janeiro   |
| XIX        | 2007 | Georgetown       |
| XX         | 2008 | Santo Domingo    |
| XXI        | 2009 | Zacatecas        |
| XXII       | 2009 | Managua          |
| XXIII      | 2010 | Playa del Carmen |